# Cádiz CF
Cádiz Club de Fútbol – hiszpański klub piłkarski, z siedzibą w mieście Kadyks, założony w 1910 roku, występujący obecnie w Segunda División.
Barwy klubu reprezentował Polak, Kamil Kosowski.

## Sukcesy
- Mistrzostwo Segunda División: 2004/2005
- Mistrzostwo Segunda División B: 2008/2009
- Zdobywca Trofeum Ramóna de Carranza: 1981, 1983, 1985, 1986, 1993, 1994, 2006, 2011
- Półfinał Pucharu Króla: 1989/1990

## Obecny skład
Stan na 1 lutego 2023
| Nr | Poz. | Piłkarz                      |
| -- | ---- | ---------------------------- |
| 1  | BR   | Jeremías Ledesma             |
| 2  | OB   | Raúl Parra                   |
| 3  | OB   | Fali                         |
| 4  | PO   | Rubén Alcaraz                |
| 5  | OB   | Momo Mbaye                   |
| 6  | PO   | José Mari (kapitan)          |
| 7  | NA   | Rubén Sobrino                |
| 8  | PO   | Álex Fernández (wicekapitan) |
| 9  | NA   | Choco Lozano                 |
| 10 | NA   | Théo Bongonda                |
| 11 | NA   | Iván Alejo                   |
| 12 | PO   | Youba Diarra                 |
| 13 | BR   | David Gil                    |

| Nr | Poz. | Piłkarz                                    |
| -- | ---- | ------------------------------------------ |
| 14 | NA   | Brian Ocampo                               |
| 15 | NA   | Roger Martí (wypożyczony z Elche)          |
| 16 | NA   | Chris Ramos                                |
| 17 | PO   | Gonzalo Escalante (wypożyczony z Lazio)    |
| 18 | NA   | Álvaro Negredo                             |
| 19 | NA   | Sergi Guardiola (wypożyczony z Valladolid) |
| 20 | OB   | Iza Carcelén                               |
| 21 | OB   | Santiago Arzamendia                        |
| 22 | OB   | Pacha Espino (3. kapitan)                  |
| 23 | OB   | Luis Hernández                             |
| 24 | PO   | Fede San Emeterio                          |
| 25 | OB   | Jorge Meré (wypożyczony z Club América)    |
| 32 | OB   | Víctor Chust                               |

### Piłkarze na wypożyczeniu
| Nr | Poz. | Piłkarz                                          |
| -- | ---- | ------------------------------------------------ |
|    | BR   | Juan Flere (w Algeciras do 30 czerwca 2023)      |
|    | PO   | Álvaro Jiménez (w Las Palmas do 30 czerwca 2023) |
|    | PO   | Martín Calderón (w Celta B do 30 czerwca 2023)   |
|    | PO   | Tomás Alarcón (w Zaragoza do 30 czerwca 2023)    |

| Nr | Poz. | Piłkarz                                          |
| -- | ---- | ------------------------------------------------ |
|    | NA   | Awer Mabil (w Sparta Praga do 30 czerwca 2023)   |
|    | NA   | Iván Chapela (w Unionistas do 30 czerwca 2023)   |
|    | NA   | Milutin Osmajić (w FC Vizela do 30 czerwca 2023) |